# Karl Kerényi
Karl Kerényi (19. ledna 1897 Temešvár, tehdy Rakousko-Uhersko – 14. dubna 1973 Kilchberg, Švýcarsko) byl maďarský, německy píšící klasický filolog a religionista, jeden ze zakladatelů moderního studia mýtu a blízký spolupracovník C. G. Junga.

## Život a působení
Po studiu klasické filologie na Budapešťské univerzitě cestoval po Středomoří a navštívil řadu německých univerzit, kde se setkal s významnými badateli, jako byl Eduard Norden nebo Ulrich von Wilamowitz-Moellendorff. Roku 1919 promoval v Budapešti prací o Platónovi a Longinovi a učil na různých gymnáziích. V roce 1927 se habilitoval a od roku 1934 byl profesorem klasické filologie a archeologie na univerzitě v Pécsi. Od roku 1940 se maďarské univerzity dostaly pod velký politický tlak a nepohodlní profesoři byli přesouváni na univerzitu v Szegedu. Roku 1943 chtěl liberální premiér M. Kállay pomoci ohroženým učencům a Kerényi dostal nabídku, aby jako diplomat odjel do Švýcarska.
Tam se spřátelil s psychologem C. G. Jungem, což mělo pro oba velký význam. Kerényi pravidelně přednášel na seminářích Eranos, pracoval na pojetí archetypu a mýtu a pilně korespondoval s humanistickými spisovateli, jako byl Thomas Mann nebo Hermann Hesse. Ovlivnil ho i kulturní antropolog Leo Frobenius. V letech 1948–1966 pracoval v Jungově ústavu v Küsnachtu u Curychu, pravidelně přednášel na univerzitách v Římě, Janově, Curychu a Bonnu. Zemřel v Küsnachtu a je pochován v Anconě. Jeho vdova Magda Kerényi se vzorně postarala o jeho pozůstalost a sebrané spisy vyšly dokonce dvakrát, v letech 1966–1988 (9 sv.) a 1994–1998 (6 sv.).

## Myšlení a dílo
Kerényi byl už v mládí ovlivněn německými mysliteli, zejména Schopenhauerem a Nietzschem, i básníky (Hölderlin, Rilke). Od Willamowitzova přísného pojetí klasické filologie jako jazykovědy se však odklonil pod vlivem E. Rohdeho, protože ho také zajímal jazyk jako lidský projev, a tedy i literatura a poezie. Brzy rozpoznal nebezpečí nacismu a všiml si i jeho zalíbení v mýtu, takže své názory různě revidoval. Také ve spolupráci s Jungem zdůrazňoval význam mýtu jako autentického vyjádření lidské existence.